# Listă de publicații în limba germană din România
Aceasta este o listă de publicații în limba germană din România:

## Ziare
- Allgemeine Deutsche Zeitung für Rumänien
- Banater Tagblatt
- Czernowitzer Morgenblatt
- Neue Banater Zeitung
- Neuer Weg
- Temesvarer Zeitung
- Bukarester Deutsche Zeitung, existent la 1852[1]

## Reviste
- Banater Deutsche Kulturhefte
- Banater Monatshefte
- Die Karpathen
- Hermannstädter Zeitung
- Karpatenrundschau
- Klingsor
- Neue Literatur
- Romänische Revue
- Rumänische Rundschau
- Siebenbürgisch-Deutsches Tageblatt
- Siebenbürgischer Volksfreund
- Volk und Kultur